# Географический музей Московского университета
Географический музей Московского университета — научное и учебное подразделение Императорского Московского университета, не сохранившееся до наших дней.

## История
Географический музей был создан по инициативе географического отделения Императорского общества любителей естествознания, антропологии и этнографии, которое возглавлял Д. Н. Анучин. В Историческом музее была устроена географическая выставка, приуроченная к XI Международному конгрессу по доисторической археологии и антропологии. Выставка разместилась в девяти залах музея и продолжалась со 2 августа по 18 ноября 1892 года. На выставке были представлены обширные материалы по истории землеведения в России и прилегающих к ней частей Азии, а также экспонаты Военного министерства, Константиновского межевого института, РГО. Материалы по исследованию Центральной Азии были получены в результате экспедиций, проводившихся М. В. Венюковым, М. В. Певцовым, Н. М. Пржевальским, В. И. Роборовским и др.
Выставка привлекла внимание не только учёных, но и широкой публики, о чём свидетельствовало большое число посетителей (6127 человек, из них 1223 — учащиеся). Выставка имела большое значение для популяризации географической науки среди населения.
Многочисленные материалы выставки после её окончания были перенесены в географический кабинет Московского университета и положили начало его музею. После закрытия выставки в Историческом музее географический кабинет получил предметов на сумму свыше 2200 рублей, «без всяких затрат со стороны университета», благодаря чему удалось наладить в нём постоянную музейную экспозицию. Экспозиция географического музея размещалась в географическом кабинете кафедры географии и этнографии физико-математического факультета Московского университета, возглавляемой Д. Н. Анучиным.
К 1912 году в фондах музея насчитывалось 1449 единиц хранения: среди них — гербарии, чучела животных и птиц, спиртовые препараты, образцы почв и горных пород, орудия промыслов, чертежи, рисунки, карты, атласы, глобусы, панорамы и диорамы, научные приборы и инструменты, книги, журналы, фотоальбомы, диапозитивы и фотографии.
После революции 1917 года музей продолжал действовать в полном объёме до 1922 года. Положение музея сильно осложнилось после создания НИИ географии (1922) при физико-математическом факультете МГУ. После смерти Д. Н. Анучина (1923) институт занял помещение музея, бо́льшая часть экспозиции была свёрнута, а музейные экспонаты в основном использовались в качестве демонстрационного материала на лекциях в других аудиториях. Собрание музея сильно пострадало в годы Великой Отечественной войны, сохранились лишь отдельные разрозненные экспонаты. Оставшиеся экспонаты вошли в экспозицию и хранилища Музея землеведения — подразделения МГУ, открывшегося в 1955 году